# Emmet Cohen

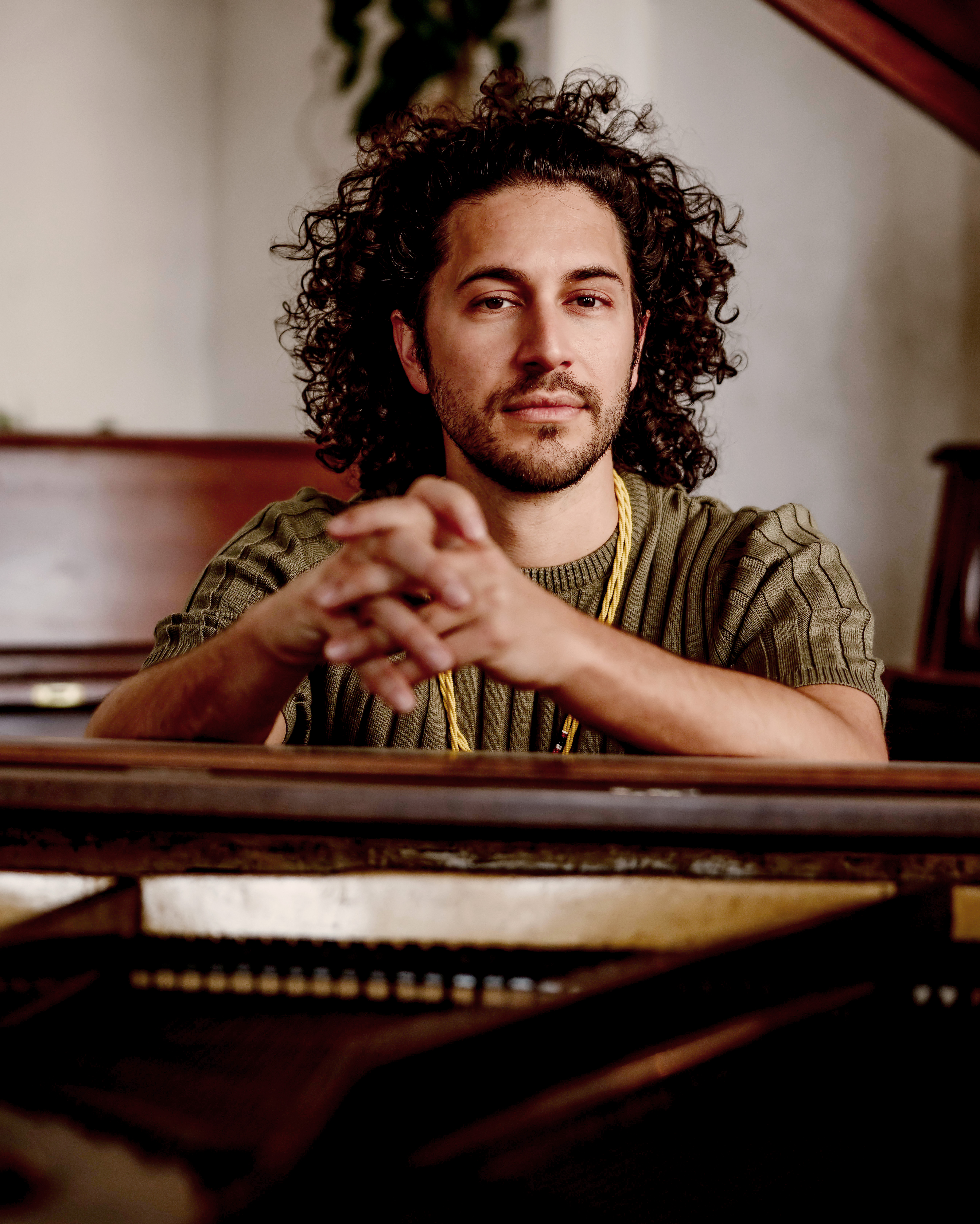
Emmet Cohen, 2022

Emmet Cohen (* 25. Mai 1990 in Miami, Florida) ist ein US-amerikanischer Jazzmusiker (Piano, Orgel, Komposition) des Modern Jazz.

## Leben und Wirken
Cohen begann mit drei Jahren Klavier zu spielen und hatte dann eine klassische Ausbildung nach der Suzuki-Methode. Er wuchs in Miami und Montclair, New Jersey auf. Anschließend studierte er an der University of Miami (Bachelor) und an der Manhattan School of Music, an der er den Masterabschluss erwarb. 2010 nahm er mit Greg Gisbert, Joe Sanders und Rodney Green sein Debütalbum In the Element auf; weitere Aufnahmen entstanden in den 2010er-Jahren mit Eric Miller (Trust Your Intuition), Brian Lynch, Veronica Swift und Herlin Riley (New Direction); 2019/20 wirkte er bei Veronica Swifts Album This Bitter Earth mit.
2011 war er Finalist beim Thelonious Monk International Piano Competition in Washington, D.C. 2011 und 2015 war er Finalist bei den American Pianists Awards, die er schließlich 2019 gewann.
Unter eigenem Namen spielte Cohen unter dem Titel Masters Legacy Series zwei Alben ein, die sich mit der Geschichte des Jazz beschäftigen. Mitwirkende Musiker waren die Jazzveteranen Jimmy Cobb, Ron Carter, ferner Yasushi Nakamura und Evan Sherman. Im Bereich des Jazz war er zwischen 2010 und 2017 an sechs Aufnahmesessions beteiligt.  Cohen trat in New Yorker Jazzclubs wie dem Birdland, Blue Note, Dizzy’s Club Coca-Cola, sowie im Jazzhus Montmartre und im Ronnie Scott’s Jazz Club auf. Als Hammond B-3-Spieler gastierte er im Club Smoke. 2021 legte er das Album Future Stride vor. Cohen lebt im New Yorker Stadtteil Harlem.

## Diskographische Hinweise
- Brian Lynch & Emmet Cohen: Questioned Answer (Hollistic MusicWorks, 2014)
- Master Legacy Series Volume 1 (Cellar Live, 2016), mit Yasushi Nakamura, Jimmy Cobb
- Masters Legacy Series Volume 2 (Cellar Live. 2016), mit Ron Carter, Evan Sherman
- Dirty in Detroit, mit Russell Hall, Kyle Poole
- Emmet Cohen Featuring Benny Golson & Albert „Tootie“ Heath: Masters Legacy Series Volume 3 (2019)
- Emmet Cohen Featuring George Coleman: Masters Legacy Series Volume 4 (2019)
- Uptown in Orbit (Mack Avenue, 2022)[4]
- Vibe Provider (Mack Avenue, 2024)